# San Pedro Lagunillas
San Pedro Lagunillas là một đô thị thuộc bang Nayarit, México. Năm 2005, dân số của đô thị này là 7155 người.